# 鬼室氏
鬼室氏，是百济王室的一个分支，在百济末期地位重要。
在660年百济被唐新罗联军打败，首都泗沘攻陷。鬼室福信在禮山反抗，在义慈王投降后，他与道琛继续反抗，請求齐明天皇放回在倭國當人質的扶余丰。后来扶余丰与他冲突，鬼室福信被杀，復国运动失败。他儿子集斯逃亡日本，成为朝廷番客。